# 内山結愛
内山 結愛（うちやま ゆうあ、2000年11月14日 - ）は、日本の女性アイドル。女性アイドルグループ・RAYのメンバー。・・・・・・・・・の元メンバー。SOVA所属。所属レーベルはLonesome Record。神奈川県出身。

## 略歴
2016年9月4日、原宿・表参道・青山を中心に活動する「"女の子の東京をつくろう"プロジェクト」から誕生した・・・・・・・・・のメンバーとしてデビュー。内山自身はAppare!（当時「天晴れ！原宿」）のような原宿系アイドルになるつもりでオーディションを受けたというが、実際にはシューゲイザーを歌い、名前や素顔を出さないアイドルだった。
2019年3月24日、・・・・・・・・・ライブ活動を終了。同年4月15日、・・・・・・・・・運営による新たなアイドルグループ・RAY結成に参加。5月1日デビュー。RAY活動開始当初は、顔を出すことで「想像とは違ったとか、ブスじゃん！と思われたらどうしよう」と不安だったという。
2019年4月28日、「Total Feed back」（高円寺HIGH）にDJとして出演。それに向け音楽的知識を増やすための一環として、noteで週1回レビューを掲載。Twitterでも「#内山結愛一日一アルバム」のハッシュタグでアルバム紹介を行っている。
2021年11月、諭吉佳作/men作詞・作曲の初のソロ曲「Y」を発表。2023年5月24日、初のソロシングル「I」がリリース。

## 作品

### CD

#### シングル
| # | 発売日        | タイトル | 収録曲       | 備考 |
| - | ------------- | -------- | ------------ | ---- |
| 1 | 2023年5月23日 | I        | 1. Y 2. 狂う |      |